# Park Narodowy Północno-Zachodniego Spitsbergenu
Park Narodowy Północno−Zachodniego Spitsbergenu (norw. Nordvest-Spitsbergen nasjonalpark, ang. Northwest Spitsbergen National Park) – norweski park narodowy w północno-zachodniej części Spitsbergenu, w archipelagu Svalbard. Został utworzony na mocy dekretu królewskiego 1 czerwca 1973 roku i obejmuje tereny charakteryzujące się występowaniem ostrych szczytów, lodowców (Lilliehöökbreen i Monacobreen), fiordów (Woodfjorden, Magdalenefjorden, Kongsfjorden, Krossfjorden), a także rozległych obszarów źródeł wulkanicznych i dawnych wulkanów. Łączna powierzchnia parku obejmuje obszar 9914 km², z czego 6231 km² to wody morskie, a 3683 km² to stały ląd.
Ochrona nad tym rozległym terenem została wprowadzona w celu: zachowania dużej, w większości nietkniętej części obszaru naturalnego na lądzie i na morzu, z nienaruszonymi siedliskami różnych gatunków zwierząt, oraz niezmienionymi przez człowieka naturalnymi procesami ekologicznymi, elementami krajobrazu i dziedzictwa kulturalnego. Park zamieszkują liczne kolonie ptaków morskich, renifery, niedźwiedzie polarne. Istnieje tu szereg miejsc lęgowych dla kaczek i gęsi. 
W skład parku narodowego wchodzi także kilka wysp m.in. Wyspa Amsterdam, na której znajduje się dawna osada wielorybnicza Smeerenburg. Ponadto istnieją tu punkty wielu wypraw arktycznych na Biegun Północny.